# Dendrelaphis haasi
Espèce
Statut de conservation UICN

 LC  : Préoccupation mineure
Dendrelaphis haasi est une espèce de serpents de la famille des Colubridae.

## Répartition
Cette espèce se rencontre :
- dans l'ouest de la Malaisie, y compris sur l'île Tioman ;
- en Indonésie, sur les îles de Java, Sumatra, Nias, Mentawai, Belitung et au Kalimantan.

## Description
Dendrelaphis haasi est un serpent arboricole diurne. Il mesure jusqu'à 95 cm dont environ 35 cm pour la queue. L'holotype de cette espèce, un mâle adulte, a été collecté en 1890.

## Étymologie
Son nom d'espèce lui a été donné en l'honneur de C.P.J. De Haas qui a collecté les spécimens types.

## Publication originale
- van Rooijen & Vogel, 2008 : Contributions to a review of the Dendrelaphis pictus complex (Serpentes: Colubridae) – 1. Description of a sympatric species. Amphibia-Reptilia, vol. 29, n. 1/2, p. 101-115.